# Francisco Javier Errázuriz Ossa
Francisco Javier Errázuriz Ossa I.SchP (ur. 5 września 1933 w Santiago) – chilijski duchowny katolicki, należy do wspólnoty Ojców Szensztackich, wysoki urzędnik Kurii Rzymskiej, emerytowany arcybiskup Santiago de Chile, kardynał.

## Życiorys
Obronił dyplom z matematyki na Wydziale Inżynierii Katolickiego Uniwersytetu Chile w Santiago; w okresie studiów działał w ruchach młodzieżowych, wstąpił m.in. do grupy uniwersyteckiej powstającego Ruchu Szensztackiego. Wraz z zaprzyjaźnionym Mario Hiriartem (późniejszym Sługą Bożym) rozwinął w Chile Ruch Szensztacki. 16 lipca 1961 przyjął święcenia kapłańskie we Fryburgu, następnie studiował na tamtejszym uniwersytecie filozofię i teologię (obronił doktorat z teologii). W październiku 1962 poznał osobiście założyciela Ruchu Szensztackiego, ojca Josepha Kentenicha.
Po powrocie do Chile opiekował się katolickimi wspólnotami młodzieżowymi. W latach 1965–1971 był przełożonym regionalnym Instytutu Ojców Szensztackich w Chile, kierował także wspólnotami ruchu na Półwyspie Iberyjskim i w Ekwadorze. Pełnił funkcję wiceprzewodniczącego Konferencji Zakonów w Chile. Wraz z arcybiskupem Santiago de Chile, kardynałem Raulem Silvą Henriquezem, pracował nad rozwojem Ruchu Szensztackiego w tej archidiecezji. W latach 1971–1974 był członkiem Rady Generalnej Instytutu Ojców Szensztackich w Niemczech, w 1974 wybrany na przełożonego generalnego (ponownie wybierany w 1980 i 1986). Ze względu na pełnioną funkcję odbył szereg podróży duszpasterskich po Europie, Ameryce, Afryce i Australii.
22 grudnia 1990 został mianowany sekretarzem watykańskiej Kongregacji Instytutów Życia Konsekrowanego i Wspólnot Życia Apostolskiego, otrzymał jednocześnie tytularną stolicę arcybiskupią Hólar; sakry biskupiej udzielił mu 6 stycznia 1991 w Watykanie Jan Paweł II. Brał udział w sesjach Światowego Synodu Biskupów w Watykanie. We wrześniu 1996 został przeniesiony na biskupstwo Valparaiso (utrzymując tytuł arcybiskupa), a w kwietniu 1998 na arcybiskupstwo Santiago de Chile. Od 1998 pełni funkcję przewodniczącego Konferencji Episkopatu Chile, w latach 1999–2003 był pierwszym wiceprzewodniczącym, a w latach 2003–2007 był przewodniczącym CELAM - Rady Episkopatów Latynoamerykańskich. Nosi także tytuł wielkiego kanclerza Katolickiego Uniwersytetu Chile w Santiago de Chile, w grudniu 2002 został wybrany w poczet członków Akademii Nauk Społecznych, Politycznych i Etycznych Chile.
21 lutego 2001 papież Jan Paweł II wyniósł go do godności kardynalskiej, nadając tytuł prezbitera Santa Maria della Pace. 15 grudnia 2010 papież Benedykt XVI przyjął jego rezygnację z rządów w archidiecezji z powodu zaawansowanego wieku. Mianował też jednocześnie następcę, którym został Ricardo Ezzati Andrello.
Uczestnik konklawe 2005 i konklawe 2013 roku.
Decyzją papieża Franciszka od 13 kwietnia 2013 był członkiem grupy dziewięciu kardynałów doradców (Rada Kardynałów), którzy służą radą Ojcu Świętemu w zarządzaniu Kościołem i w sprawach reformy Kurii Rzymskiej. Dnia 12 grudnia 2018 został zdymisjonowany z tej funkcji przez papieża. Errázuriz jest oskarżany o tuszowanie skandalu pedofilii w Chile, a zwłaszcza czynów księdza Fernando Karadimy, który został uznany za seryjnego pedofila.
5 września 2013 w związku z ukończeniem 80 lat utracił prawo do czynnego udziału w przyszłych konklawe.